# 286. Sicherungs-Division
De 286. Sicherungs-Division (Nederlands: 286e Beveiligingsdivisie) was een Duitse infanteriedivisie in de Heer tijdens de Tweede Wereldoorlog. Deze divisie was betrokken bij de beveiliging van het Rückwärtigen Heeresgebietes (in de achterhoede gelegen legergebied) van de Heeresgruppe Mitte (Legergroep Midden). Ze nam actief aan oorlogsmisdrijven tegen partizanen (Bandenbekämpfung) en de holocaust deel.

## Geschiedenis van de divisie
Op 15 maart 1941 werd de divisie uit delen van de 213e Infanteriedivisie en Landweer-eenheden opgebouwd, en onder het commando van de „Kommandierenden General der Sicherungstruppen und Befehlshaber im Heeresgebiet Mitte“ (Bevelvoerend-generaal van de Beveiligingstroepen en bevelhebber in Legergroep Midden) gesteld. De divisie was aan het IV. Armeekorps (4e Legerkorps) toegewezen. De divisie was een technisch een uitzondering onder de beveiligingsdivisies, omdat deze drie beveiligingsregimenten in plaats van twee had.
De divisie was de gehele oorlog in het Oosten ingezet rond Orsja, dit was tevens het hoofdkwartier voor de divisie tijdens hun inzet in Rückwärtigen Heeresgebiet. Vanaf 10 tot 12 september 1941 was het 2e beveiligingsregiment van de divisie, samen met het Polizei-Regiment Mitte (Politieregiment Midden) en de 221e Beveiligingsdivisie in het gebied rond Klitschew tegen partizanen (Bandenbekämpfung) ingezet. In 1941/1942 nam de divisie aan de Slag om Moskou deel. In mei 1943 was de divisie als onderdeel van de Kampfgruppe von Gottberg, medeverantwoordelijk gehouden voor het geëxecuteerd van 10.0000 tot 20.000 personen tijdens Operatie Cottbus. Eind 1943 werd de divisie samen met de Brigade Kaminski tegen de partizanen-eenheden ingezet. In juni 1944 tijdens Operatie Bagration werd de divisie grotendeels vernietigd. Uit de resten van divisie, en andere veiligheidstroepen van het 4. Armee (4e Leger) zou er opnieuw een divisie in het gebied rond Osowiec-Twierdza boven de rivier de Narew opgericht moeten worden. Op 17 december 1944 werd de nieuw opgerichte divisie naar Memel in Oost-Pruisen verplaatst, en in de 286e Infanteriedivisie omgevormd. Vanwege het Russische offensief in Oost-Pruisen was de vorming en training nog niet voltooid. De divisie raakte in gevecht om Oost-Pruisen, en werd in februari 1945 in Neukuhren (Pionerski) in Oost-Pruisen vernietigd.
In 1946 tijdens de processen in Minsk, werden de oorlogsmisdrijven gepleegd door de divisie tijdens hun inzet in de Kampfgruppe von Gottberg bestraft. De divisiecommandant Johann-Georg Richert werd tijdens hetzelfde proces ook ter dood veroordeeld.

## Commandanten
| Rang            | Naam                      | Begin           | Eind             | Opmerking |
| --------------- | ------------------------- | --------------- | ---------------- | --- |
| Generalleutnant | Kurt Müller               | 15 maart 1941   | 15 juni 1942     | |
| Generalmajor    | Johann-Georg Richert      | 15 juni 1942    | 1 november 1943  | |
| Generalmajor    | Hans Oschmann             | 1 november 1943 | 5 augustus 1944  | Vanaf 1 november 1943 met het commando over de 286e Beveiligingsdivisie belast, vanaf 1 februari 1943 daadwerkelijk commandant. |
| Generalleutnant | Friedrich-Georg Eberhardt | 5 augustus 1944 | 26 december 1944 | 17 december 1944 werd de 286e Beveiligingsdivisie tot de 286e Infanteriedivisie omgevormd.                                      |

### Eerste Generale Stafofficier (Ia)
| Rang      | Naam          | Begin        | Eind         | Opmerking |
| --------- | ------------- | ------------ | ------------ | --------- |
| Hauptmann | Walter Schelm | 1941         | Oktober 1941 |           |
| Major     | Leo Jungmann  | Oktober 1941 | 1943         |           |

## Gebieden van operaties[1]
- Nazi-Duitsland, (maart 1941 - juni 1941)[4]
- Oostfront, centrale sector (juni 1941 - december 1944)[4]
- Oost-Pruisen, (december 1944 - mei 1945)

## Onderscheidingen
Houder van de Erebladgesp van het Duitse Leger 
- Hans Oschmann op 17 november 1944 als Generalmajor en commandant van de 286. Sicherungs-Division, Heer[4][12]

## Samenstelling
- Infanterie-Regiment 354 (vanaf oktober 1942 als Grenadier-Regiment 354 onder het commando van de 403. Sicherungs-Division  (403e Beveiligingsdivisie) gesteld.)
- Sicherungs-Regiment 61[4]
- Sicherungs-Regiment 122[4]
- III./Polizei-Regiment 8[4]
- II./Artillerie-Regiment 213[4] (uit delen van het 354e Infanterieregiment opgebouwd)
- Divisions-Einheiten 286

 Toegevoegd 5 september 1943 
- Ost-Bataillon 601
- Ost-Bataillon 605
- Ost-Reiter-Schwadron 286
- Ost-Nachschub-Kompanie 354

 Toegevoegd september/ 23 november 1943 
- Ost-Nachschub-Kompanie 354